# Fédération française des ciné-clubs
La Fédération française des ciné-clubs, anche conosciuta con l'acronimo FFCC è un'associazione francese, creata alla fine del 1946 all'interno del movimento dei Cine Club su iniziativa di Jean Painlevé, direttore generale del cinema.

## Storia
La Fédération française des ciné-clubs fu fondata a Parigi nel 1946 e raggiunse più di 100.000 soci distribuiti in più di 150 cineforum. L'organizzazione ha concluso le sue attività nel 1989.
Dal 1947 al 1951 pubblicò un bollettino interno, il Ciné-Club, che trasformò nel novembre 1954 in una rivista mensile: Cinéma vedeva come redattore capo lo storico del cinema, critico e giornalista Pierre Billard.